# Störhustjärnen, Lappland
Störhustjärnen är en sjö i Jokkmokks kommun i Lappland och ingår i Piteälvens huvudavrinningsområde. Störhustjärnen ligger i Kronogård Natura 2000-område.